# Rivière Salmon (Idaho)
Pour les articles homonymes, voir Rivière Salmon et Salmon.
La rivière Salmon (Salmon River) est une rivière qui s'écoule sur 684 km en Idaho au nord-ouest des États-Unis. Il s'agit d'un important affluent de la Snake River qui se jette elle-même dans le fleuve Columbia. Elle est également nommée The River of No Return (littéralement « La rivière sans retour »).
La rivière traverse les localités de Stanley, Clayton, Challis, Salmon, Riggins et White Bird. Le lac Redfish et le lac Little Redfish près de Stanley se déverse dans la rivière via le ruisseau Redfish Lake Creek. 

## Tracé
Les différents affluents de la rivière prennent leurs sources dans le centre et l'est de l'Idaho au sein des massifs montagneux Lemhi, Sawtooth, Salmon River, Clearwater et Bitterroot. 
La rivière est renforcée par les eaux des rivières Yankee Fork, East Fork, Pahsimeroi, Lemhi, North Fork, Middle Fork, South Fork et Little Salmon avant de se jeter dans la Snake River à la frontière entre les États de l'Oregon et de l'Idaho au nord du Hells Canyon. Son affluent Middle Fork Salmon River est une zone très appréciée pour les activités nautiques comme le rafting et le kayak.

## Histoire

### Anthropologie
La vallée de la rivière Salmon est habitée par l'Homme depuis environ 8 000 ans. Plusieurs tribus amérindiennes y vivent comme les Nez-Percés. Ils s'y nourrissaient grâce à de nombreux poissons comme les saumons.

### Exploration

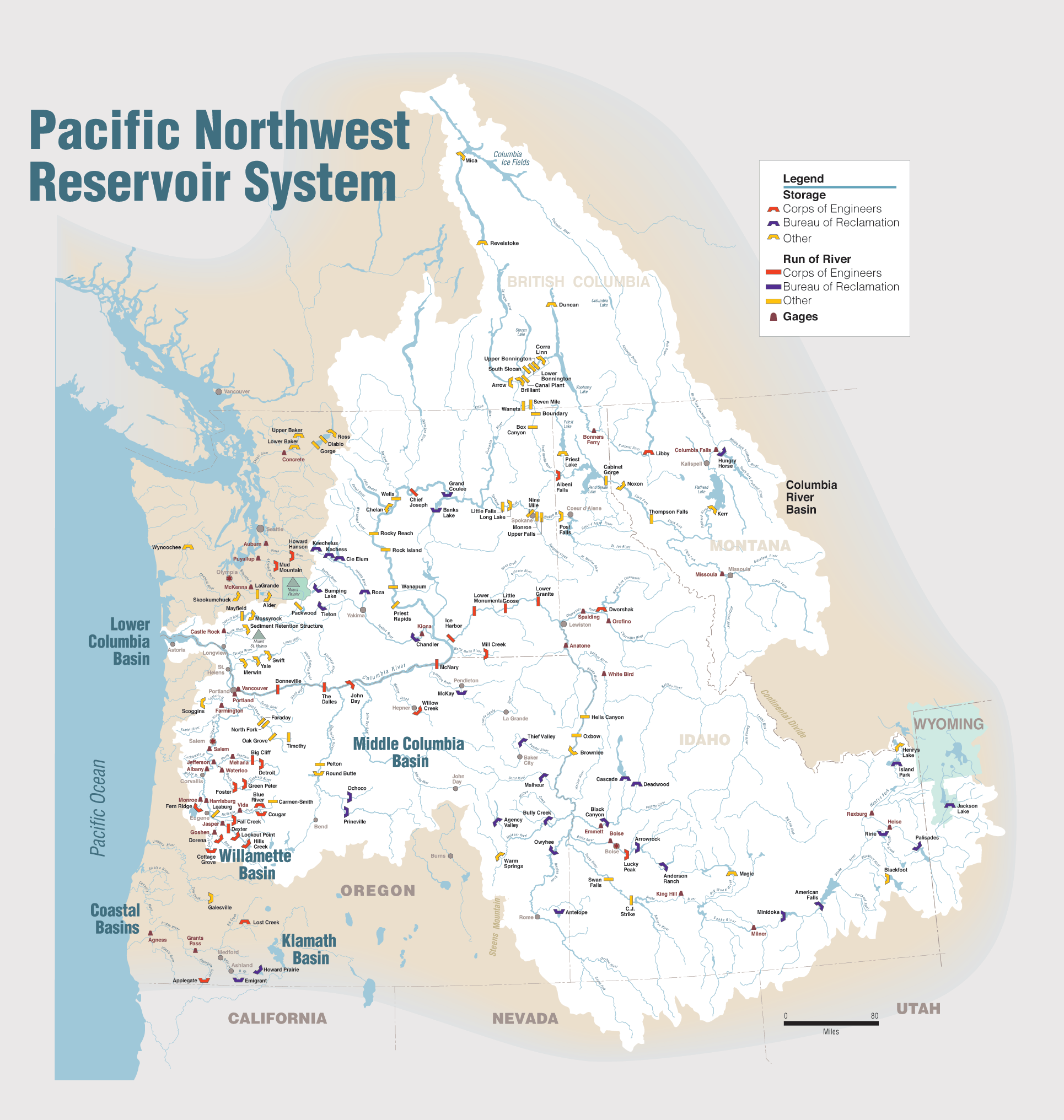
Carte du bassin hydrographique du fleuve Columbia.

En août 1805, juste après avoir traversé le Continental Divide, Lewis et Clark s'aventurent sur la rivière mais la trouvent trop dangereuse pour y naviguer.

### Ruée vers l'or
Durant les années 1860, des dépôts aurifères sont découverts le long de la rivière ce qui entraîne une ruée vers l'or. Des prospecteurs et des chercheurs d'or arrivent dans la région ce qui cause des heurts avec les Nez-Percés. De nombreuses mines abandonnées et mines en activité sont présentes le long de la rivière.

## Tourisme

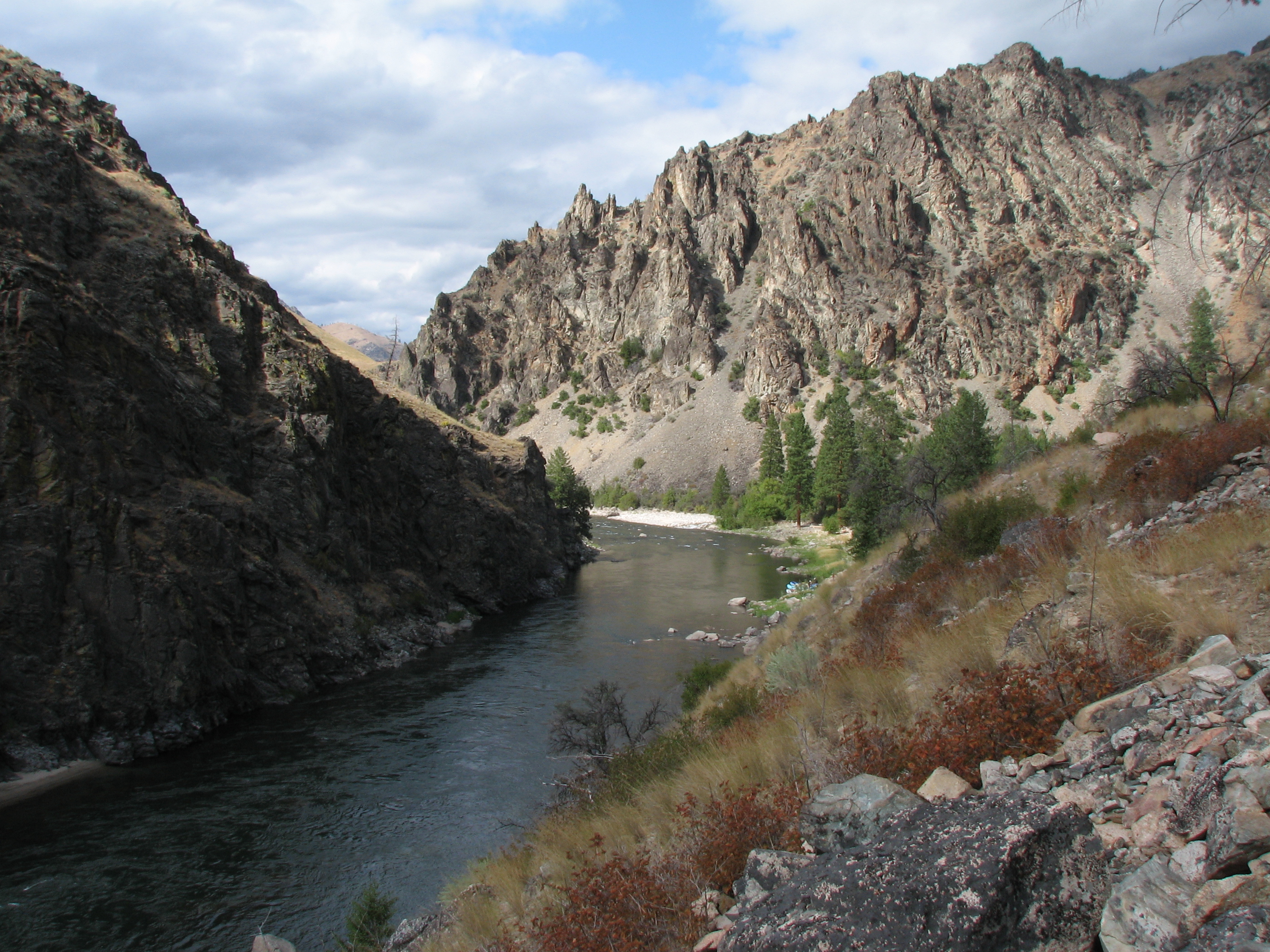
Canyon de la Middle Fork Salmon river, un affluent de la Salmon River, dans la zone protégé de Frank Church–River of No Return Wilderness.

Plusieurs forêts nationales et la zone récréative nationale de Sawtooth offrent de nombreuses activités touristiques. Deux sections (la Middle Fork et une section de la Salmon) sont protégées en tant que National Wild and Scenic River. 
De nombreux touristes viennent y faire du kayak, du canoë et du rafting. L'aire sauvage Frank Church–River of No Return Wilderness protège environ 160 km de la Middle Fork « Bras central ». La South Fork (« bras sud ») s'écoule dans la forêt national de Payette. Les touristes apprécient également la pêche à la mouche dans la rivière. De nombreux campements sont présents à proximité de la rivière. La randonnée et le vélo tout terrain sont populaires dans la région.

## Milieu naturel

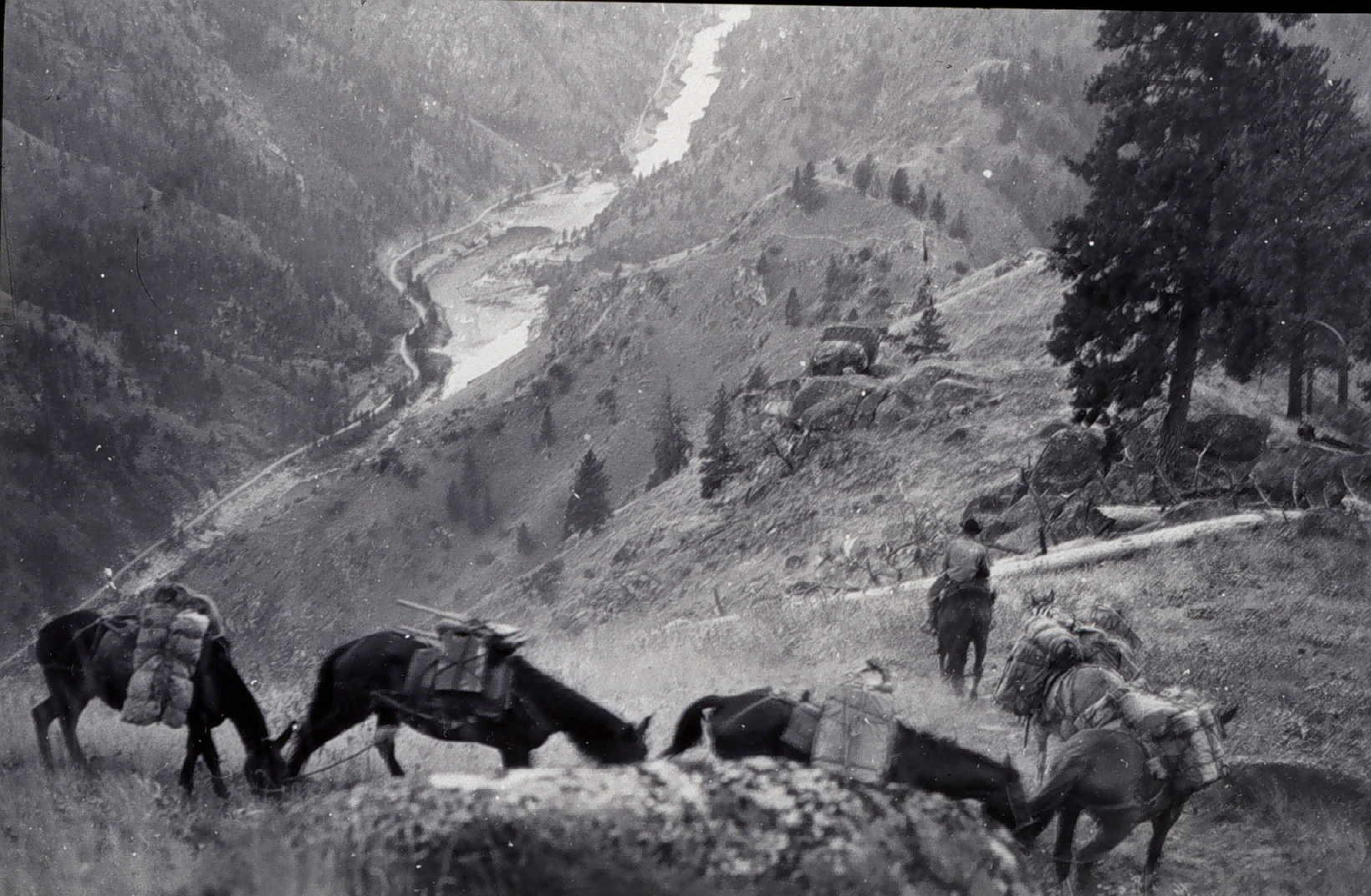
Salmon River Canyon (1945), U.S. Coast and Geodetic Survey of Oscar Risvold.

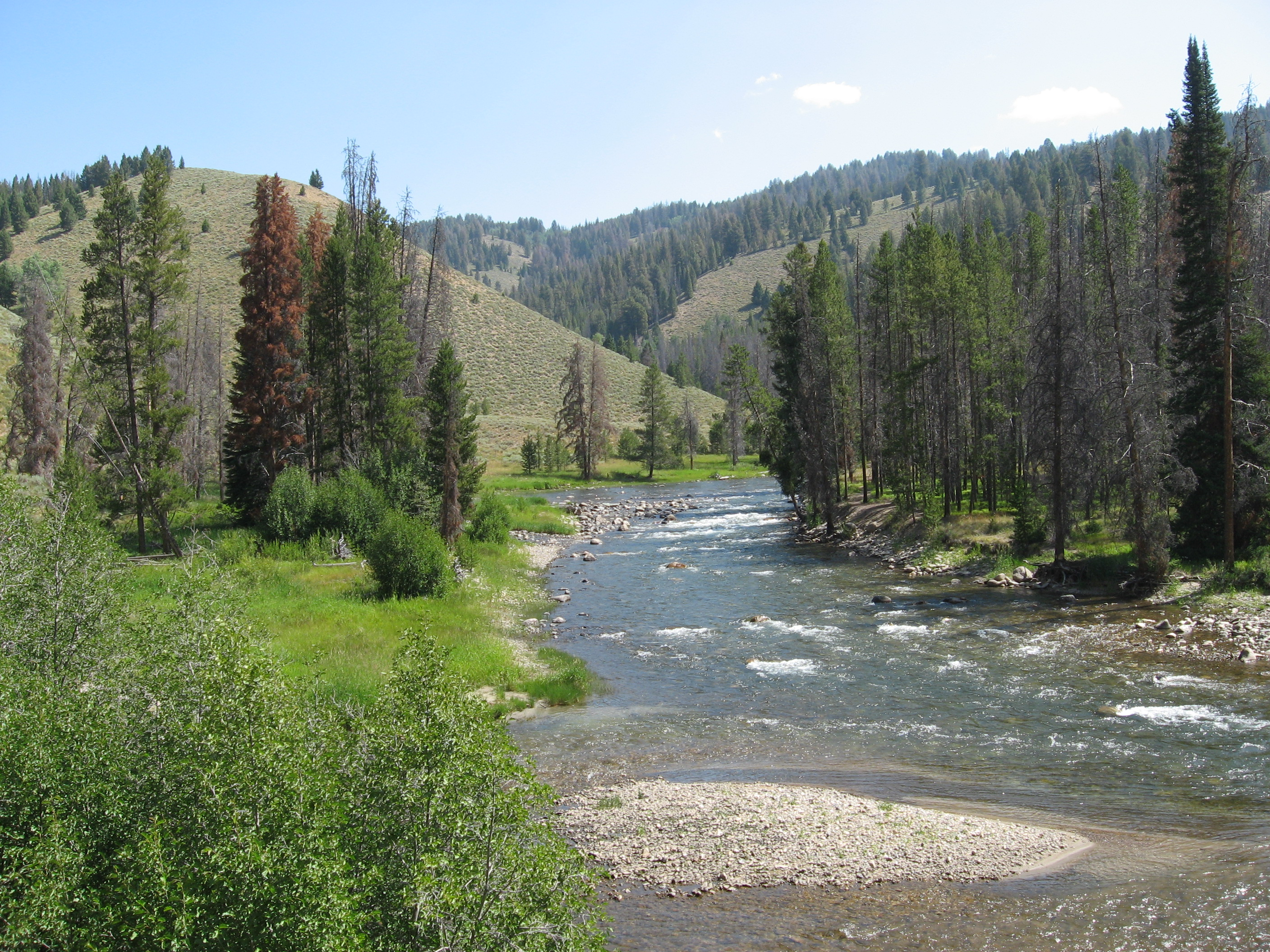
Salmon River dans la Sawtooth NRA

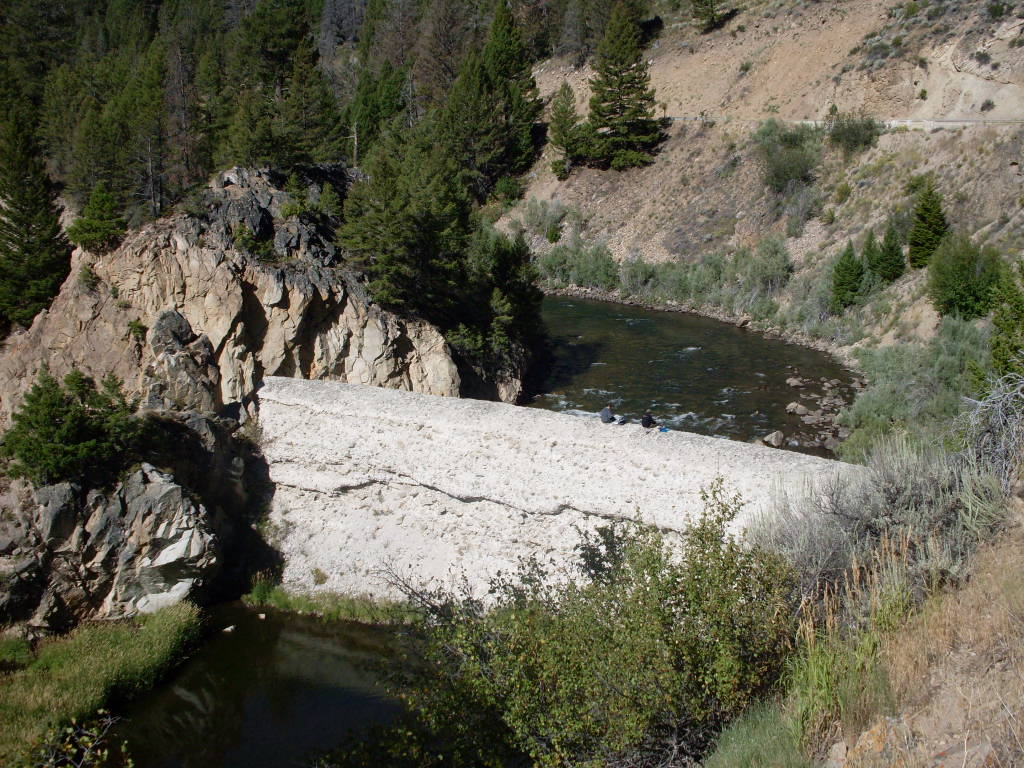
Barrage Breached Sunbeam sur la Salmon

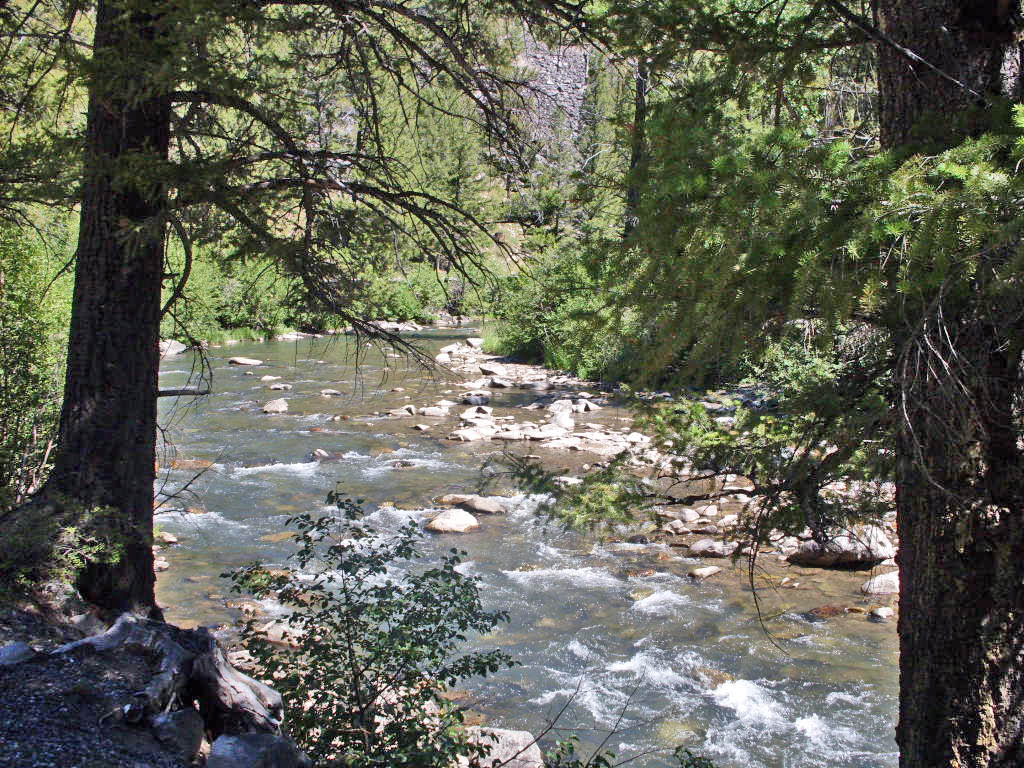
Yankee Fork sur la Salmon

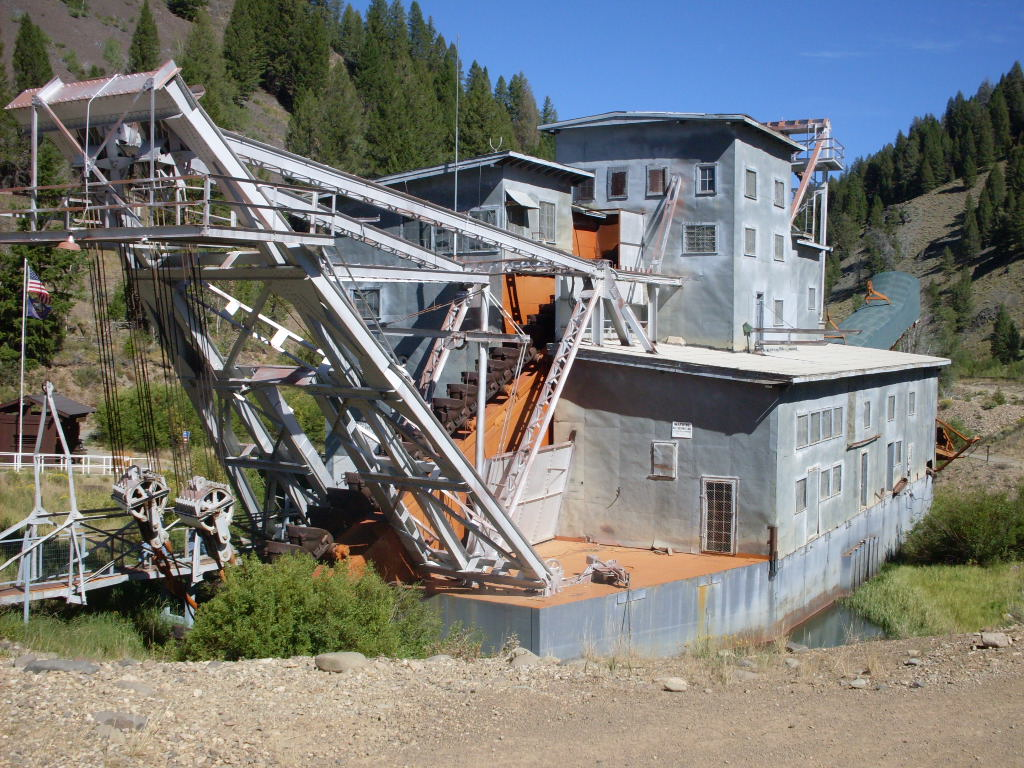
Installation de récolte d'or sur le Yankee Fork.

La rivière Salmon accueille la plus grande partie des saumons du Bassin versant du Columbia. 
- Poissons:
  - Omble de fontaine
  - Omble à tête plate
  - Truite fardée
  - Truite arc-en-ciel
  - Saumon (chinook, sockeye)
  - Achigan à petite bouche
  - Esturgeon

- Mammifères
  - Blaireau américain
  - castor canadien
  - Mouflon canadien
  - Ours noir
  - Lynx roux
  - Puma
  - Coyote
  - Cerf
  - Marmotte
  - Martre
  - Vison d'Amérique
  - Élan
  - Chèvre des montagnes Rocheuses
  - Rat musqué
  - Loutre de rivière
  - Porc-épic
  - Cerf hémione
  - Cerf de Virginie
  - Loup gris

- Oiseaux
  - Perdrix choukar
  - Aigles
  - Tétras sombre
  - Gélinotte huppée
  - Tétras du Canada
  - Faucons
  - Hérons
  - Sauvagines